# Oxira communicata
Oxira communicata là một loài bướm đêm trong họ Noctuidae.